# Apia International Sydney 2017
Apia International Sydney 2017 byl společný tenisový turnaj mužského okruhu ATP World Tour a ženského okruhu WTA Tour, hraný v areálu NSW Tennis Centre na otevřených dvorcích s tvrdým povrchem Plexicushion. Probíhal jako 125. ročník turnaje ve druhém týdnu sezóny, mezi 8. až 14. lednem 2017 v Sydney, která je metropolí Nového Jižního Walesu.
Mužská polovina se řadila do kategorie ATP World Tour 250 a její dotace činila 495 630 amerických dolarů. Ženská část s rozpočtem 776 000 dolarů byla součástí kategorie WTA Premier Tournaments. Turnaj představoval událost Australian Open Series v týdnu před úvodním grandslamem roku, Australian Open.
Nejvýše nasazenými tenisty v singlových soutěžích se stali osmý hráč žebříčku Dominic Thiem z Rakouska a světová jednička Angelique Kerberová z Německa. Jako poslední přímí účastníci do dvouher nastoupili 66. britský tenista pořadí Daniel Evans a po roce opět 36. žena klasifikace Coco Vandewegheová ze Spojených států.
Do hlavní soutěže ženské dvouhry se automaticky kvalifikovaly hráčky s žebříčkovým postavením do 29. místa, což byla nejníže postavená hranice jakéhokoli turnaje WTA Tour za předchozí jeden rok.
Až svou šestou účast ve finále na okruhu ATP Tour proměnil v premiérovou trofej ve dvouhře 33letý Lucemburčan Gilles Müller, kterému zisk titulu pomohl k novému žebříčkovému maximu. Druhý singlový titul vybojovala 25letá Britka Johanna Kontaová, která se však narodila právě v Sydney. Po turnaji se posunula zpět na 9. místo, její kariérní maximum. Vítězem mužské čtyřhry se stal nizozemský pár Wesley Koolhof a Matwé Middelkoop, který na turnaji nemusel původně ani startovat. Pro oba se jednalo o třetí společný triumf. Ženskou čtyřhru opanovala maďarsko-ruské dvojice Tímea Babosová a Anastasija Pavljučenkovová, jehož členky na teprve druhém společném turnaji získaly premiérový titul, když cestou k němu neztratily jedinou sadu.

## Rozdělení bodů a finančních odměn

### Rozdělení bodů
| Soutěž       | vítězové | finalisté | semifinalisté | čtvrtfinalisté | 16 v kole | 32 v kole | Q  | Q3 | Q2 | Q1 |
| ------------ | -------- | --------- | ------------- | -------------- | --------- | --------- | -- | -- | -- | -- |
| dvouhra mužů | 250      | 150       | 90            | 45             | 20        | 0         | 12 | 6  | 0  | 0  |
| čtyřhra mužů | 250      | 150       | 90            | 45             | 0         | —         | —  | —  | —  | —  |
| dvouhra žen  | 470      | 305       | 185           | 100            | 55        | 1         | 25 | 18 | 13 | 1  |
| čtyřhra žen  | 470      | 305       | 185           | 100            | 1         | —         | —  | —  | —  | —  |

### Finanční odměny
| Soutěž                                  | vítězové | finalisté | semifinalisté | čtvrtfinalisté | 16 v kole | 32 v kole | Q3     | Q2     | Q1   |
| --------------------------------------- | -------- | --------- | ------------- | -------------- | --------- | --------- | ------ | ------ | ---- |
| dvouhra mužů                            | $77 980  | $41 070   | $22 245       | $12 675        | $7 470    | $4 425    | —      | $1 990 | $995 |
| čtyřhra mužů                            | $23 690  | $12 450   | $6 750        | $3 860         | $2 260    | —         | —      | —      | —    |
| dvouhra žen                             | $128 800 | $68 585   | $36 600       | $19 660        | $10 540   | $5 750    | $3 010 | $1 600 | $885 |
| čtyřhra žen                             | $40 200  | $21 465   | $11 735       | $5 970         | $3 230    | —         | —      | —      | —    |
| ve čtyřhrách jsou uváděny částky na pár |          |           |               |                |           |           |        |        |      |

## Dvouhra mužů

### Nasazení
| Stát                          | Hráč                  | ATP | Nasazení |
| ----------------------------- | --------------------- | --- | -------- |
| Rakousko                      | Dominic Thiem         | 8.  | 1.       |
| Uruguay                       | Pablo Cuevas          | 22. | 2.       |
| Srbsko                        | Viktor Troicki        | 29. | 3.       |
| Španělsko                     | Pablo Carreño Busta   | 30. | 4.       |
| Německo                       | Philipp Kohlschreiber | 32. | 5.       |
| Lucembursko                   | Gilles Müller         | 34. | 6.       |
| Slovensko                     | Martin Kližan         | 35. | 7.       |
| Španělsko                     | Marcel Granollers     | 37. | 8.       |
| Žebříček ATP ke 2. lednu 2017 |                       |     |          |

### Jiné formy účasti
Následující hráčí obdrželi divokou kartu do hlavní soutěže:
- Alex De Minaur
- Jordan Thompson

Následující hráči postoupili z kvalifikace:
- Matthew Barton
- Gastão Elias
- Thiago Monteiro
- Christopher O'Connell

### Odhlášení
před zahájením turnaje
- Federico Delbonis → nahradil jej  Thomaz Bellucci
- Thanasi Kokkinakis (břišní poranění) → nahradil jej  Nikoloz Basilašvili
- Fernando Verdasco (nevolnost) → nahradil jej  Santiago Giraldo

## Mužská čtyřhra

### Nasazení
| Stát                                                                                  | Hráč              | Stát      | Hráč         | WTA | Nasazení |
| ------------------------------------------------------------------------------------- | ----------------- | --------- | ------------ | --- | -------- |
| Spojené království                                                                    | Jamie Murray      | Brazílie  | Bruno Soares | 7.  | 1.       |
| Španělsko                                                                             | Marcel Granollers | Španělsko | Marc López   | 28. | 2.       |
| Polsko                                                                                | Łukasz Kubot      | Brazílie  | Marcelo Melo | 32. | 3.       |
| Nizozemsko                                                                            | Jean-Julien Rojer | Rumunsko  | Horia Tecău  | 46. | 4.       |
| Žebříček ATP k 2. lednu 2017; číslo je součtem žebříčkového postavení obou členů páru |                   |           |              |     |          |

### Jiné formy účasti
Následující pár obdržel divokou kartu do hlavní soutěže:
- Matt Reid /  Jordan Thompson

Následující pár nastoupil z pozice náhradníka:
- Johan Brunström /  Andreas Siljeström

### Odhlášení
v průběhu turnaje
- Nicolás Almagro (poranění dolní končetiny)[8]

### Skrečování
- Oliver Marach (poranění dolní končetiny)[8]

## Ženská dvouhra

### Nasazení
| Stát                          | Hráčka               | WTA | Nasazení |
| ----------------------------- | -------------------- | --- | -------- |
| Německo                       | Angelique Kerberová  | 1.  | 1.       |
| Polsko                        | Agnieszka Radwańská  | 3.  | 2.       |
| Slovensko                     | Dominika Cibulková   | 5.  | 3.       |
| Česko                         | Karolína Plíšková    | 6.  | 4.       |
| Rusko                         | Světlana Kuzněcovová | 9.  | 5.       |
| Spojené království            | Johanna Kontaová     | 10. | 6.       |
| Ukrajina                      | Elina Svitolinová    | 14. | 7.       |
| Rusko                         | Jelena Vesninová     | 16. | 8.       |
| Itálie                        | Roberta Vinciová     | 18. | 9.       |
| Dánsko                        | Caroline Wozniacká   | 19. | 10.      |
| Žebříček WTA ke 2. lednu 2017 |                      |     |          |

### Jiné formy účasti
Následující hráčky obdržely divokou kartu do hlavní soutěže:
- Belinda Bencicová
- Eugenie Bouchardová

Následující hráčky postoupily z kvalifikace:
- Kateryna Bondarenková
- Tuan Jing-jing
- Christina McHaleová
- Maria Sakkariová

Následující hráčky postoupily z kvalifikace jako tzv. šťastná poražené:
- Irina Falconiová
- Arina Rodionovová
- Donna Vekićová

### Odhlášení
před zahájením turnaje
- Petra Kvitová (řezné poranění ruky) → nahradila ji  Jekatěrina Makarovová
- Karolína Plíšková (poranění levého stehna) → nahradila ji  Irina Falconiová
- Sloane Stephensová (poranění levé nohy) → nahradila ji  Arina Rodionovová
- Elina Svitolinová (viróza) → nahradila ji  Donna Vekićová

## Ženská čtyřhra

### Nasazení
| Stát                                                                                   | Hráčka            | Stát             | Hráčka              | WTA | Nasazení |
| -------------------------------------------------------------------------------------- | ----------------- | ---------------- | ------------------- | --- | -------- |
| Indie                                                                                  | Sania Mirzaová    | Česko            | Barbora Strýcová    | 18. | 1.       |
| Švýcarsko                                                                              | Martina Hingisová | USA              | Coco Vandewegheová  | 22. | 2.       |
| Čínská Tchaj-pej                                                                       | Čan Chao-čching   | Čínská Tchaj-pej | Čan Jung-žan        | 24. | 3.       |
| USA                                                                                    | Vania Kingová     | Kazachstán       | Jaroslava Švedovová | 37. | 4.       |
| Žebříček WTA ke 2. lednu 2017; číslo je součtem žebříčkového postavení obou členů páru |                   |                  |                     |     |          |

### Jiné formy účasti
Následující pár obdržel divokou kartu:
- Madison Brengleová /  Arina Rodionovová

## Přehled finále

### Mužská dvouhra
- Gilles Müller vs.  Daniel Evans, 7–6(7–5), 6–2

### Ženská dvouhra
- Johanna Kontaová vs.  Agnieszka Radwańská, 6–4, 6–2

### Mužská čtyřhra
- Wesley Koolhof /  Matwé Middelkoop vs.  Jamie Murray /  Bruno Soares, 6–3, 7–5

### Ženská čtyřhra
- Tímea Babosová /  Anastasija Pavljučenkovová vs.  Sania Mirzaová /  Barbora Strýcová, 6–4, 6–4